# Ana Bogdan
Ana Bogdan (ur. 25 listopada 1992 w Sinaii) – rumuńska tenisistka o statusie profesjonalnym.

## Kariera tenisowa
W karierze wygrała czternaście singlowych oraz jeden deblowy turniej rangi ITF. Najwyżej w rankingu WTA była sklasyfikowana na 39. miejscu w singlu (24 lipca 2023) oraz na 148. miejscu w deblu (1 lipca 2019).
W zawodach cyklu WTA Tour Rumunka osiągnęła jeden finał turniejowy w grze pojedynczej. W lipcu 2022 roku przegrała w meczu o tytuł w Warszawie z Caroline Garcią 4:6, 1:6. Oprócz tego wygrała jeden turniej singlowy w cyklu WTA 125 z dwóch rozegranych finałów.

## Finały turniejów WTA
| Legenda                   | Legenda |
| ------------------------- | ------- |
| Wielki Szlem              |         |
| Igrzyska olimpijskie      |         |
| WTA Tour Championships    |         |
| od 2021                   |         |
| WTA 1000 (obowiązkowe)    |         |
| WTA 1000 (nieobowiązkowe) |         |
| WTA 500                   |         |
| WTA 250                   |         |
| WTA 125                   |         |

### Gra pojedyncza 2 (0–2)
| Końcowy wynik | Nr | Data           | Turniej     | Nawierzchnia  | Przeciwniczka     | Wynik finału |
| ------------- | -- | -------------- | ----------- | ------------- | ----------------- | ------------ |
| Finalistka    | 1. | 31 lipca 2022  | Warszawa    | Ceglana       | Caroline Garcia   | 4:6, 1:6     |
| Finalistka    | 2. | 11 lutego 2024 | Kluż-Napoka | Twarda (hala) | Karolína Plíšková | 4:6, 3:6     |

## Finały turniejów WTA 125

### Gra pojedyncza 4 (3–1)
| Końcowy wynik | Nr | Data             | Turniej | Nawierzchnia  | Przeciwniczka             | Wynik finału  |
| ------------- | -- | ---------------- | ------- | ------------- | ------------------------- | ------------- |
| Finalistka    | 1. | 19 grudnia 2021  | Limoges | Twarda (hala) | Alison Van Uytvanck       | 2:6, 5:7      |
| Zwyciężczyni  | 1. | 7 sierpnia 2022  | Jassy   | Ceglana       | Panna Udvardy             | 6:2, 3:6, 6:1 |
| Zwyciężczyni  | 2. | 23 lipca 2023    | Jassy   | Ceglana       | Irina-Camelia Begu        | 6:2, 6:3      |
| Zwyciężczyni  | 3. | 23 września 2023 | Parma   | Ceglana       | Anna Karolína Schmiedlová | 7:5, 6:1      |

## Wygrane turnieje rangi ITF
| turnieje z pulą nagród 100 000 $   |
| turnieje z pulą nagród 75/80 000 $ |
| turnieje z pulą nagród 50/60 000 $ |
| turnieje z pulą nagród 25 000 $    |
| turnieje z pulą nagród 15 000 $    |
| turnieje z pulą nagród 10 000 $    |

### Gra pojedyncza
|     | Data       | Turniej             | Naw.          | Przeciwniczka          | Wynik            |
| 1.  | 11/07/2011 | Izmir               | Ceglana       | Aleksandrina Najdenowa | 6:1, 6:2         |
| 2.  | 10/08/2012 | Antalya             | Twarda (hala) | Maria Sakari           | 4:6, 7:6(3), 6:4 |
| 3.  | 22/04/2013 | Antalya             | Twarda (hala) | Zuzana Luknarová       | 6:3, 6:2         |
| 4.  | 29/04/2013 | Antalya             | Twarda (hala) | Caitlin Whoriskey      | 7:6(4), 6:4      |
| 5.  | 08/09/2013 | Antalya             | Twarda        | Malin Ulvefeldt        | 6:0, 6:2         |
| 6.  | 20/10/2013 | Antalya             | Ceglana       | Martina Kubicková      | 6:4, 6:3         |
| 7.  | 17/11/2013 | Antalya             | Ceglana       | Ekaterine Gorgodze     | 7:6(5), 7:6(5)   |
| 8.  | 30/08/2015 | Mamaja              | Ceglana       | Cristina Dinu          | 6:7(5), 6:2, 6:3 |
| 9.  | 13/09/2015 | Sofia               | Ceglana       | Wiktorija Kamienska    | 6:2, 3:6, 7:5    |
| 10. | 15/11/2015 | Bath                | Twarda        | Ana Vrljić             | 6:3, 4:6, 6:1    |
| 11. | 29/05/2016 | Grado               | Ceglana       | Susanne Celik          | 2:6, 6:2, 7:6(1) |
| 12. | 10/11/2019 | Saint-Étienne       | Twarda        | Océane Dodin           | walkower         |
| 13. | 15/12/2019 | Dubaj               | Twarda        | Darija Snihur          | 6:1, 6:2         |
| 14. | 30/01/2022 | Andrézieux-Bouthéon | Twarda        | Anna Blinkowa          | 7:5, 6:3         |

### Gra podwójna
|    | Data       | Turniej | Naw.   | Partnerka      | Przeciwniczki           | Wynik          |
| 1. | 25/06/2012 | Izmir   | Twarda | Teodora Mirčić | Abbie Myers Melis Sezer | 6:3, 3:0 krecz |

## Występy w igrzyskach olimpijskich

### Gra pojedyncza
| Runda                                                                    | Przeciwniczka               | Wynik    |
| ------------------------------------------------------------------------ | --------------------------- | -------- |
|                                                                          |                             |          |
| Letnie Igrzyska Olimpijskie w Paryżu 2024, reprezentując państwo Rumunia |                             |          |
| I runda                                                                  | Włochy: Jasmine Paolini [4] | 5:7, 3:6 |

### Gra podwójna
| Runda                                                                    | Partnerka          | Przeciwniczki                         | Wynik    |
| ------------------------------------------------------------------------ | ------------------ | ------------------------------------- | -------- |
|                                                                          |                    |                                       |          |
| Letnie Igrzyska Olimpijskie w Paryżu 2024, reprezentując państwo Rumunia |                    |                                       |          |
| I runda                                                                  | Jaqueline Cristian | Japonia: Shūko Aoyama / Ena Shibahara | 2:6, 3:6 |